# 宮城県道266号化女沼公園線
宮城県道266号化女沼公園線（みやぎけんどう266ごう けじょぬまこうえんせん）は、大崎市を通る宮城県の一般県道である。

## 区間
- 起点：大崎市古川小野字羽黒（国道4号との交点）
- 終点：大崎市古川清水沢（大崎市民ピクニックエリア入口）

## 特徴
大崎市古川地区の観光名所「化女沼古代の里」および「化女沼レジャーランド」へのアクセス道路だが、実際は大崎北部広域農道につながっており、栗原市一迫地区への近道としての利用が多い。
終点近くに東北自動車道長者原サービスエリアがあり、スマートICを利用する際の国道4号との接続道路となる。